# Friedrich Henkel
Friedrich Henkel (ur. 1893, zm. ?) – zbrodniarz nazistowski, członek załogi niemieckiego obozu koncentracyjnego Dachau  i SS-Scharführer.
Służbę w kompleksie obozowym Dachau rozpoczął 1 stycznia 1942 jako strażnik w podobozie Feldaff. Cztery dni później przeniesiony został do obozu głównego, gdzie pozostał do 12 września 1942. Następnie pełnił służbę w podobozie Neppenheim do 16 grudnia 1942. 3 stycznia 1943 powrócił do obozu głównego Dachau. Od 22 lutego 1943 do 26 kwietnia 1945 był kierownikiem komanda więźniarskiego w podobozie Allach. Brał udział w ewakuacji obozu.
W procesie załogi Dachau (US vs. Ludwig Carl i inni), który miał miejsce w dniach 3–4 stycznia 1947 przed amerykańskim Trybunałem Wojskowym w Dachau skazany został na 3 lata pozbawienia wolności.